# Kelly Van Petegem
Kelly Van Petegem (3 december 1999) is een Belgisch bobsleester en atlete.

## Levensloop
Van Petegem was aanvankelijk actief als veldloopster en meerkampster bij het Merelbeekse STAX-AC. Later richtte ze zich op kogelstoten en speerwerpen. Op haar 18e deed ze mee aan een testevent te Oordegem van de Belgian Bullets, waarna ze actief werd met de monobob (piloot) en tweemansbob (remster). Ze was onder meer reserve remster tijdens de Olympische Winterspelen van 2022 te Bejing.
Nadat An Vannieuwenhuyse en Sara Aerts hun sportief pensioen aankondigden maakte Van Petegem de switch naar de piloot-positie. Vervolgens vormde ze een duo met Charlotte De Swaef en later met Dora De Haseleer. In 2023 behaalde ze met De Haseleer brons in de tweemansbob op het wereldkampioenschappen U23 in het Duitse Winterberg. In februari 2024 won ze de Europabeker in de monobob en werd ze samen met remster Ine Mylle tweede in de tweemansbob. Kort daarvoor behaalde ze met remster Jana Horemans een vijfde plaats op de Europese kampioenschappen voor junioren te Innsbruck. Eveneens in februari 2024 behaalde ze met De Haseleer een 7e plek op de wereldbeker-mache in het Duitse Altenberg.
Van Petegem is afkomstig uit Merelbeke. Ze studeerde biomedische laboratoriumtechnologie aan de HOGENT. Van beroep is ze administratief medewerker bij Coca-Cola te Gent.